# Anjana Gill

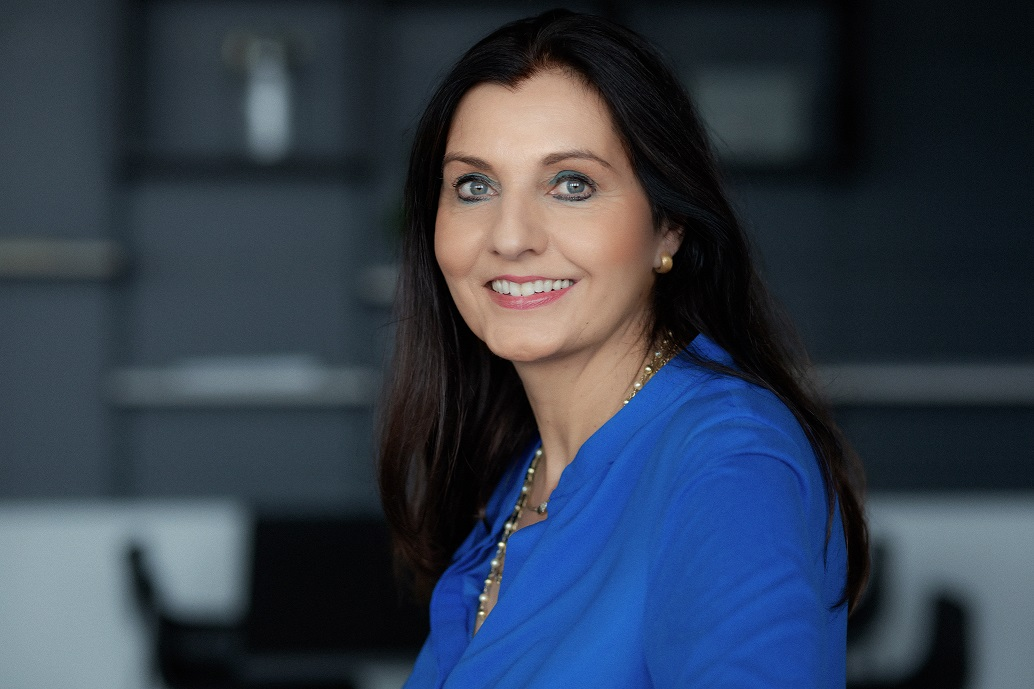
Anjana Gill (2021)

Anjana Gill (* 1964 in Bonn) ist eine deutsche Autorin.

## Leben
Anjana Gill ist deutsch-indischer Abstammung, ihr Vater stammt aus Indien. Gill legte ihr Abitur 1983 an der Klosterschule St. Adelheid Gymnasium in Bonn ab und studierte anschließend Textilbetriebswirtschaftslehre an der Textilfachschule Nagold. Von 1987 bis 1999 war sie als Geschäftsführerin der Modegroßhandelsfirma Gillio GmbH.
Mit dem Schreiben begann Gill im Jahr 1998; ihr erstes Buch „Wie Wünsche wahr werden“ entstand 1999. Es folgten weitere Veröffentlichungen zu Themen der Spiritualität. Laut dem WDR ist Anjana Gills Wunsch, „irgendwann in der internationalen Presse nicht von ‚German Angst‘, sondern von ‚German Glück‘ zu lesen.“
Gill ist verheiratet, hat zwei Töchter und lebt als freie Autorin in Bonn.

## Werke
- Wie Wünsche wahr werden Smaragd Verlag, 2000. ISBN 978-3-934254-42-8
- Du und deine Engel – ein himmlisches Team, Smaragd Verlag, 2002, ISBN 978-3-934254-46-6
- Tue, was dein Herz dir sagt!: Indische Weisheit berührt westlichen Alltag, Smaragd Verlag, 2004, ISBN 978-3-934254-70-1
- Hotline zum Himmel: Dialog mit einem Engel, Smaragd Verlag, 2005, ISBN 978-3-934254-98-5
- SOS – Rette deine Seele: denn du bist so viel mehr!, Smaragd Verlag, 2008, ISBN 978-3-938489-68-0
- Tara – Die Reise zum Ich. tao.de in Kamphausen Media GmbH, 2015, ISBN 978-3-95802-424-3
- Nur für Dich,  Helia Verlag im Smaragd Verlag, 2015, ISBN 978-3-945707-13-5
- Danke, liebes Universum: 95,7% Wunscherfüllung, Verlag Die Silberschnur, Güllesheim, 2019, ISBN 978-3-89845-610-4
- Geborgenheit – du und ich, Helia Verlag im Smaragd Verlag, 2019, ISBN 978-3-945707-13-5
- Sprichst du schon kosmisch?: Deutsch – Kosmisch, Kosmisch – Deutsch. ... und deine Wünsche werden wahr! Verlag Die Silberschnur, Güllesheim, 2020, ISBN 978-3-89845-654-8
- Danke für die wunderbare Lösung: Mit dem Universum löst du jedes Problem, Verlag Die Silberschnur, Güllesheim, 2021, ISBN 978-3-96933-005-0
- Du und deine Engel: Eine himmlische Freundschaft, die dein Leben beflügelt, Ansata, München, 2021, ISBN 978-3-7787-7568-4
- Die perfekte Wunschformulierung: Der Teufel steckt im Detail, Verlag Die Silberschnur, Güllesheim, 2021, ISBN 978-3969330104
- 77 Lifehacks zur Wunscherfüllung: Tipps + Tricks: Erfolg mit dem Universum, Verlag Die Silberschnur, Güllesheim, 2022, ISBN 978-3969330197
- Der kleine Elefant, der den Menschen das Glück brachte: Eine Erzählung über das Geheimnis wahrer Zufriedenheit, Heyne Verlag, München, 2022, ISBN 978-3453704435
- Liebes Universum, was willst du mir sagen? Die Bedeutung von Zahlen, Träumen und vielem mehr …, Verlag Die Silberschnur, Güllesheim, 2023, ISBN 978-3-96933-063-0
- 111 Impulse für ein glückliches Leben, Emons Verlag, Köln, 2023, ISBN 978-3-7408-1747-3
- Ein Kurs im Wünschen – Deine Manifestationskarten, Verlag Die Silberschnur, Güllesheim, 2024, ISBN 978-3-96933-038-8
- Die perfekte Visualisierung: 7 faszinierende Tipps für Manifestationsprofis, Omega Verlag, Güllesheim, 2024, ISBN 978-3-96933-083-8
- Das kleine Hotel, wo Wünsche wahr werden: Eine Erzählung über die lebensverändernde Kraft unserer Gedanken, Heyne Verlag, München, 2024, ISBN 978-3453704855
- Der kleine Elefant, der das Glück bringt – Das Kartenset: 44 Glücksimpulse für jeden Tag. Edition Lotos, München, 2024, ISBN 978-3-453-70443-5
- Der kleine Vogel, der seinen Flügeln vertraute. 25 Geschichten, mit denen wir Kinder ein Leben lang stark und glücklich machen, Kösel-Verlag, München, 2025, ISBN 978-3-466-31236-8